# READY!!
READY!! è un brano musicale J-pop scritto da 	yura e Aya Shirase (testo) e Satoru Kōsaki, Takamitsu Ono e Yusuke Shirato (musica) ed interpretato dal gruppo 765PRO ALLSTARS, il nome collettivo dalle tredici doppiatrici dell'anime The Idolmaster, di cui il brano è la sigla d'apertura dei primi quattordici episodi. Il brano è stato pubblicato come singolo discografico il 10 agosto 2011 dalla Nippon Records ed incluso nell'album THE IDOLM@STER ANIM@TION MASTER 02.
Oltre a READY!! nel singolo sono presenti altri due brani: Otona no Hajimari (おとなのはじまり?) cantato dai personaggi di Iori Minase, Takatsuki Yayoi e Mami/Ami Futami, presente nel secondo episodio dell'anime e Omoide no Hajimari (おもいでのはじまり?) cantato dai personaggi di Haruka Amami, Makoto Kikuchi e Yukiho Hagiwara, presente nel terzo episodio. Il singolo ha raggiunto la quarta posizione della classifica Oricon dei singoli più venduti in Giappone, con circa 26 000 copie vendute nella prima settimana. Alla fine del 2011 è risultato essere alla posizione numero 151 dei singoli più venduti dell'anno in Giappone.

## Tracce
CD singolo
1. READY!! (M@STER VERSION) - 4:25
2. Otona no Hajimari (おとなのはじまり?) - 3:44
3. Omoide no Hajimari (おもいでのはじまり?) - 4:50
4. READY!! (M@STER VERSION) (Instrumental) - 4:25

Durata totale: 16:23

## Classifiche
| Classifica (2011)                 | Posizione massima |
| --------------------------------- | ----------------- |
| Oricon                            | 4                 |
| Billboard Billboard Japan Hot 100 | 13                |